# Trhové Sviny

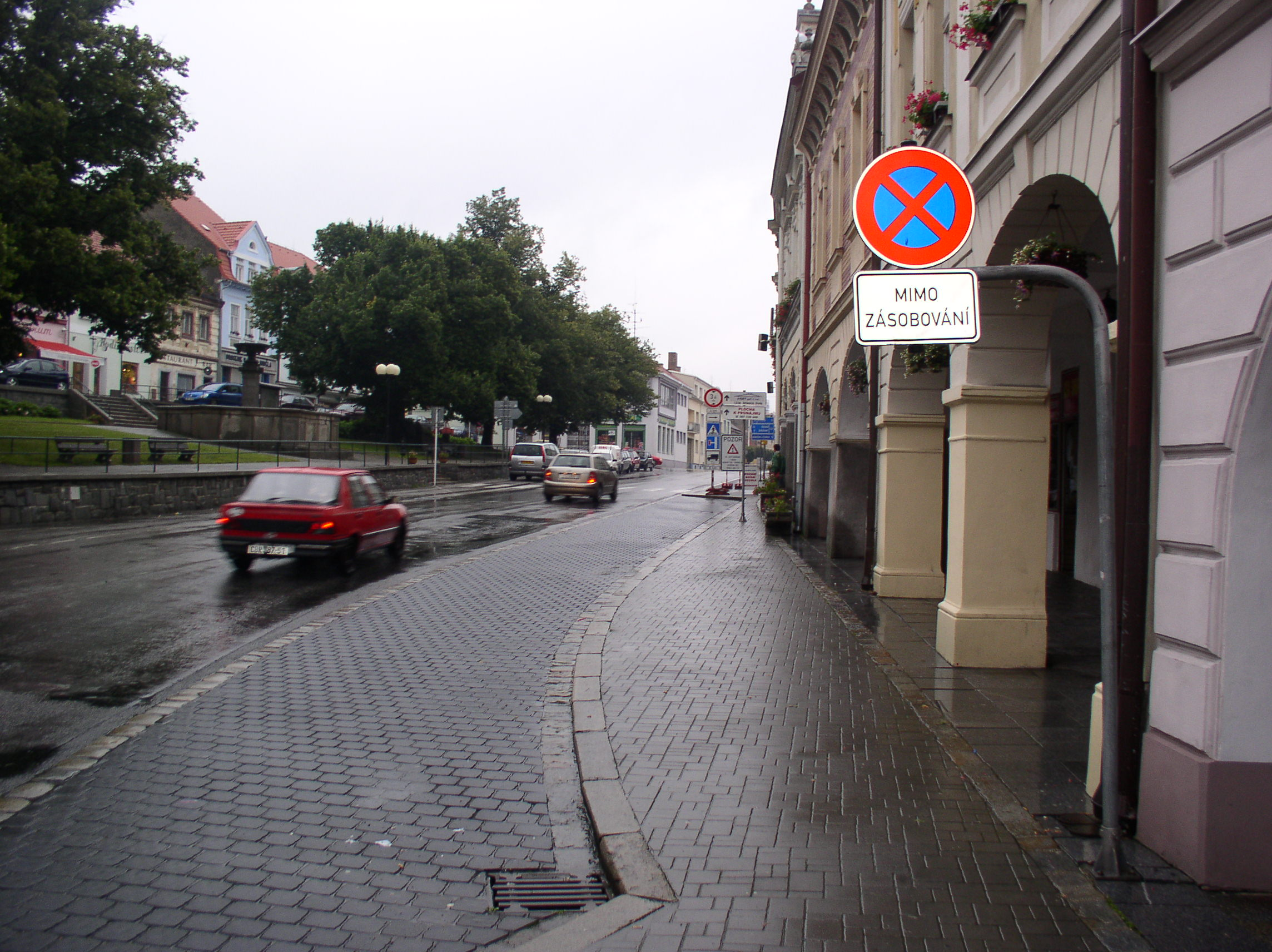
Trhové Sviny

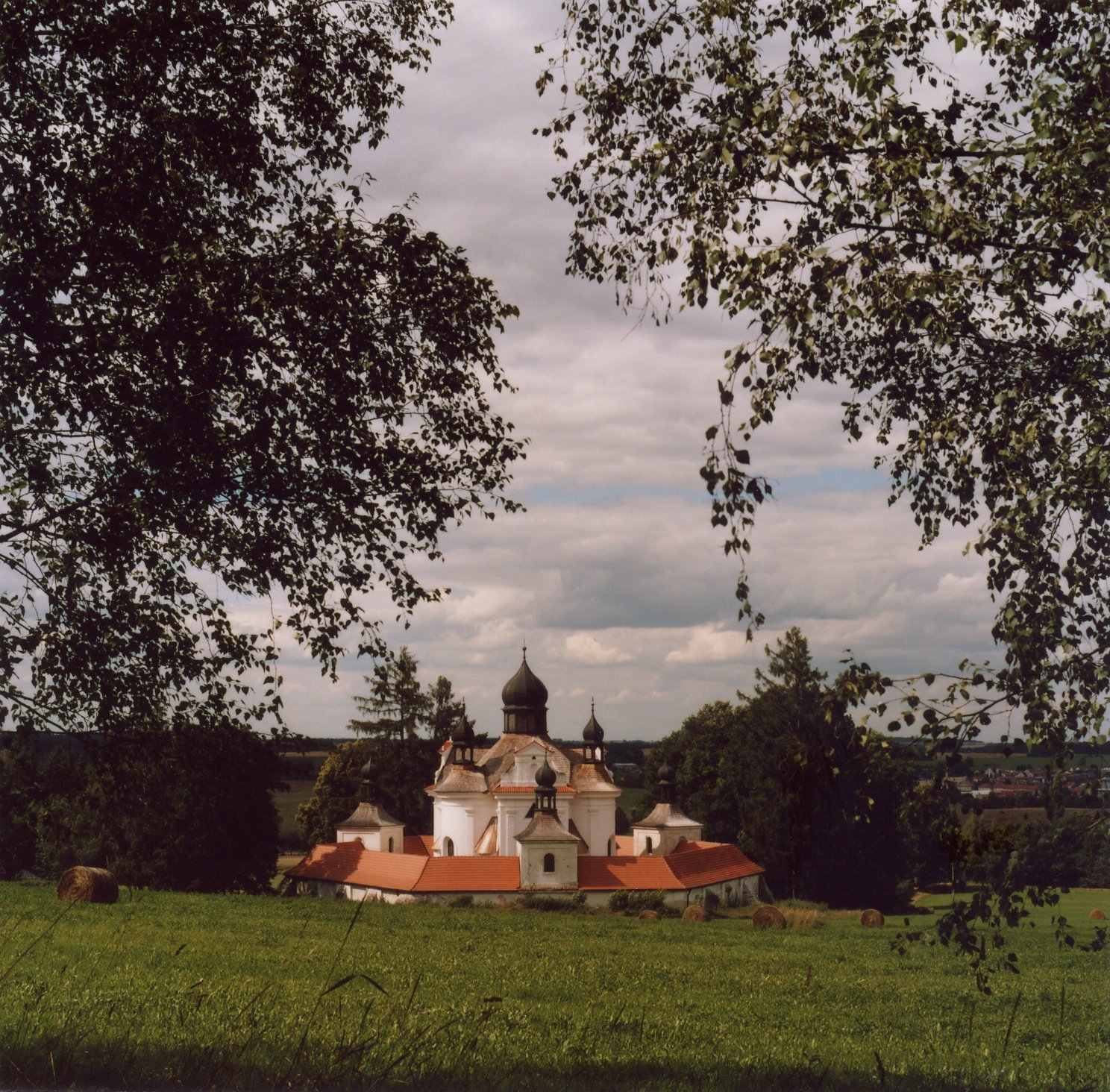
Kirche Nejsvětější Trojice

Trhové Sviny (deutsch Schweinitz) ist eine Stadt im Okres České Budějovice in Tschechien. Sie liegt nahe der Einmündung des Farský potok in den Svinenský potok. Der Ort hat 4705 Einwohner (Stand 1. Januar 2004) und das Katastralgebiet erstreckt sich auf 1500 Hektar.

## Geographie
Die Stadt Trhové Sviny besteht aus den Ortsteilen und Grundsiedlungseinheiten (ZJS):
- Březí (Pürchen),
- Bukvice (Bukwitz),
- Čeřejov (Tscherau),
- Hrádek (Häusles),
- Jedovary (Jedowar),
- Něchov (Mechau),
- Nežetice (Neschetitz),
- Otěvěk (Hohendorf),
- Pěčín (Haid),
- Rankov (Rankau),
- Todně (Todnie),
- Třebíčko (Klein Triebsch)
- Trhové Sviny (Schweinitz) – ZJS: Červený vrch, Nová čtvrť, Rejta, Svatá Trojice-Mlýny, Trhové Sviny-střed, U vodojemu und Vodojem
- Veselka (Weselka).

Zu Trhové Sviny gehören zudem die Wohnplätze Budinka, Buškův Hamr, Hájek, Hamr Na Rejtech, Hanzlův Mlýn, Johnův Mlýn, Marouškův Dvůr, Mokrovec, Myslivna, Na Hájence, Na Hvízdalkách, Na Slavíkovci, Šaršanova Jednota, Šimečkův Mlýn, Šináglův Mlýn, Trajerův Mlýn, U Kroupů, U Šírků, U Svaté Trojice, V Říčkách, Valcha, Vodák, Vráž und Za Denzingrovým Mlýnem.
Das Gemeindegebiet gliedert sich in die Katastralbezirke Březí u Trhových Svinů, Bukvice u Trhových Svinů, Jedovary, Něchov, Otěvěk, Pěčín u Trhových Svinů, Rankov u Trhových Svinů, Todně und Trhové Sviny.
Nachbargemeinden sind:
| Strážkovice, Komařice | Ostrolovský Újezd                           | Borovany                     |
| Mokrý Lom             | Kompassrose, die auf Nachbargemeinden zeigt | Olešnice u Českých Budějovic |
| Ločenice              | Slavče, Čížkrajice, Kamenná                 | Žár                          |

## Geschichte
Die erste urkundliche Erwähnung stammt aus dem Jahre 1260, in der ein Mann namens Hojer von Schweinitz erwähnt wird (Ojíř ze Svin aus dem Geschlecht der Witigonen). Im Jahre 1481 erhielt Sviny von König Vladislav das Recht, Bier zu brauen und zweimal im Jahr Markt zu halten. Der Name des Ortes wurde daraufhin mit dem Zusatz Trhové ergänzt.
Der tschechische Ortsname leitet sich von trh „Markt“; svinout „wickeln“, „rollen“, „aufrollen“  her; aber svině „Sau“, daher zu Deutsch „Schweinitz“.

## Bevölkerungsentwicklung
| Jahr      | 1869 | 1880 | 1890 | 1900 | 1910 | 1921 | 1930 | 1950 | 1961 | 1970 | 1980 | 1991 | 2001 | 2011 | 2021 |
| --------- | ---- | ---- | ---- | ---- | ---- | ---- | ---- | ---- | ---- | ---- | ---- | ---- | ---- | ---- | ---- |
| Einwohner | 5436 | 5742 | 5430 | 5525 | 5625 | 5223 | 4823 | 3809 | 4136 | 4006 | 4461 | 4632 | 4620 | 4983 | 5137 |

## Kultur und Sehenswürdigkeiten
Südlich des Ortes befindet sich die Kirche Nejsvětější Trojice, eine der heiligen Dreifaltigkeit geweihte barocke Wallfahrtskirche vom Anfang des 18. Jahrhunderts. Die Anfänge der Wallfahrt gehen in das 16. Jahrhundert zurück, als laut Legende drei Kinder oder prächtig gekleidete Jünglinge erschienen und zum Bau der Kirche aufforderten. Neben der Kirche befindet sich eine kleine Kapelle, in welcher eine Quelle entspringt. Das Patrozinium spiegelt sich in ungewöhnlicher Weise im Bau wider: die Kirche, die Kapelle sowie selbst ein am Weg nach Trhové Sviny befindlicher Bildstock weisen einen dreieckigen Grundriss auf, die Kirche hat drei Altäre, drei Türmchen, dreieckige Fenster usw. Nach der Wende wurde in die Kirche mehrfach eingebrochen und beträchtliche Teile der Ausstattung entwendet.

## Söhne und Töchter der Stadt
- David Burda, auch David von Schweinitz genannt (15/16. Jahrhundert), Täuferprediger
- Emil Hácha (1872–1945), tschechischer Jurist, Politiker und Staatspräsident
- Karel Valdauf (1913–1982), tschechischer Komponist und Musiker